# Pietro Vassalli
Pietro Vassalli (Varese, 24 marzo 1976) è un ingegnere italiano delle telecomunicazioni.
È Cyber Security Manager di una importante azienda di sicurezza ticinese.

## Biografia e carriera
Vassalli consegue la laurea in ingegneria delle telecomunicazioni nel 2001 presso il Politecnico di Milano. Sin dal 1996, durante il periodo universitario, ha collaborato con la storica rivista Pc Professionale, dedicandosi principalmente al settore della sicurezza e delle reti dati.
Al seguito della laurea, svolge il servizio di leva in Aeronautica Militare, presso il Nucleo Telecomunicazioni. Successivamente viene chiamato a ricoprire il ruolo dapprima di Network ed Help Desk Manager poi di CIO presso il Comune di Varese.
In questo periodo, al seguito del conseguimento dell’abilitazione a svolgere la Professione di Ingegnere, chiede l’iscrizione all’Albo degli Ingegneri della Provincia di Varese. Inizialmente si occupa delle politiche dei giovani.
Una breve parentesi lo vede Dirigente Ingegnere presso la A.S.L. della Provincia di Varese, da cui si distacca rapidamente per abbracciare il campo consulenziale in un’azienda di Milano.
Viene chiamato a dirigere un laboratorio di ricerca e sviluppo in Svizzera, dove firma alcuni brevetti su sistemi voIP e sicurezza.
Sempre in Svizzera, nel 2012, torna a svolgere il ruolo di CIO, dapprima per un’azienda del settore degli imballaggi e, dal 2017 al 2022, per un’importantissima azienda ticinese di produzione e trasformazione del vetro.
Nel 2022 diventa Cyber Security Manager di un'azienda di famiglia Ticinese, con la quale tuttora collabora.
È autore ed interprete dei podcast C4C, Cyber for CEO.
Viene eletto per tre volte nel Consiglio dell'Ordine degli Ingegneri della Provincia di Varese: nel 2009, nel 2013 e nel 2017. Durante i primi due mandati ricopre il ruolo di Tesoriere dell'Ordine. Durante il suo terzo ed ultimo mandato viene proclamato Presidente dell'Ordine. Resta in carica fino al 2022, quando gli succede alla guida l'Ing. Sergio Borroni.

## Attività sociali
Ha svolto servizio volontario presso le suore della Riparazione di Via Bernardino Luini a Varese.
Nel 2010 Vassalli si reca a Rushooka (Uganda) per insegnare informatica presso la locale Missione Francescana.
Nel Luglio 2011 viene chiamato a gestire l’Internet Cafe durante il XXVIII Order of Malta International Summer Camp for Disabled Youth.
Si reca numerose volte a Loreto e a Lourdes in qualità di accompagnatore dei Signori Malati in pellegrinaggio, anche con il treno bianco organizzato dallo SHOMS svizzero.
Tra il 2012 e il 2013 ricopre il ruolo di Presidente di Ewe Mama, dopo esserne stato socio fondatore.

## Riconoscimenti
2017 - 2022 Presidente dell’Ordine degli Ingegneri della Provincia di Varese
2016 - 2025 Membro CdA UNINFO
Nel 2015 AgilePM® - Agile Project Management – Foundation
Nel 2015 PRINCE2® Foundation Certificate in Project Management
Nel 2014 ITILF ITIL® Foundation Certificate in IT Service Management
Nel 2014 Apple Certified Associate Management 10.9
Nel 2014 Apple Certified Associate Integration 10.9
2013 - 2017 Consigliere Tesoriere dell’Ordine degli Ingegneri della Provincia di Varese
Nel 2012 Membro del Gruppo di Lavoro sull'Ingegneria dell'Informazione del Consiglio Nazionale Ingegneri
Nel 2012 Apple Certified Associate Integration 10.7
2009 - 2013 Consigliere Tesoriere dell’Ordine degli Ingegneri della Provincia di Varese